# Monument Indië-Nederland

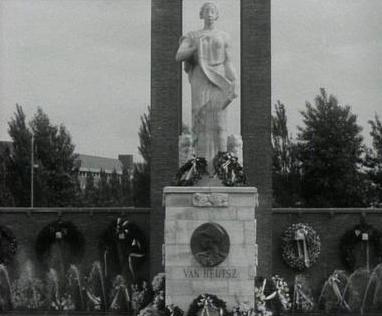
Tijdens de onthulling in 1935

Het Monument Indië-Nederland bevindt zich in een plantsoen aan het Olympiaplein bij de Apollolaan in Amsterdam-Zuid. Het monument was oorspronkelijk een ereteken voor generaal J.B. van Heutsz, commandant van het Nederlands-Indische leger en gouverneur-generaal van Nederlands-Indië. In 2004 werd het monument hernoemd in Monument Indië-Nederland.

De door twee leeuwtjes geflankeerde vrouwenfiguur wordt in de volksmond "Mien met de hondjes" genoemd.

## Ontstaan
Na zijn dood, in 1924, was voor Van Heutsz op de Nieuwe Oosterbegraafplaats een praalgraf opgericht. Van het hiervoor ingezamelde geld bleef een gedeelte over. Besloten werd daarvan elders in Amsterdam een ander monument voor hem op te richten. De gemeenteraad van de gemeente Amsterdam was verdeeld over dit idee, maar stemde in 1930 in. Er werd een wedstrijd uitgeschreven, die gewonnen werd door de architect Gijsbert Friedhoff (1892-1970) en de beeldhouwer Frits van Hall (1899-1945). Zij hadden gezamenlijk een ontwerp ingezonden. Ondanks felle protesten van communisten en sociaaldemocraten werd het monument op 15 juni 1935 onthuld door Koningin Wilhelmina, in aanwezigheid van prinses Juliana en minister-president Colijn. Het monument bestond uit een 18,7 meter hoge gedenkzuil; een vrouwenfiguur met wetsrol in de hand (staand voor het Nederlands gezag), geflankeerd door twee leeuwen; en een stralenboog (verbinding Nederland en Indië) diverse reliëfs. Een vijver (staand voor de oceanen tussen Nederland en Indië) en een muur omringden het geheel. Op de sokkel was een plaquette aangebracht met een portret van Van Heutsz.

## Protesten

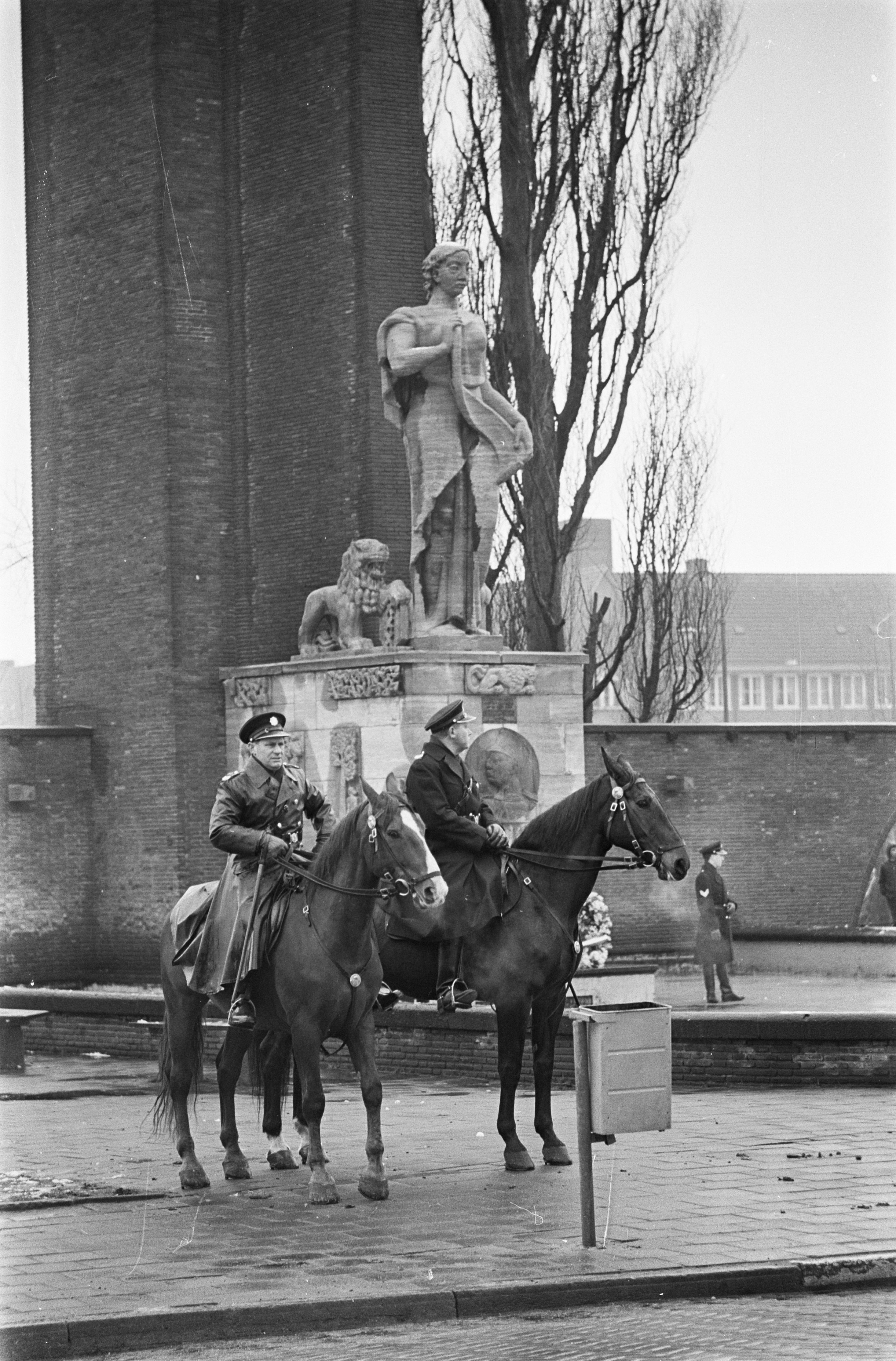
Politiebewaking in verband met acties rond een kranslegging bij het Van Heutsz-monument in 1968

Tegen de aanwezigheid van het monument werd vanaf de oprichting geprotesteerd. Meerdere malen werden verzoeken gedaan het monument te ontmantelen of een andere functie te geven.
In 1965 werden de woorden PROVO en IMAGE op de sokkel geschilderd, een ludieke actie van Provo. In de nacht van 10 op 11 maart 1967 werd het monument getroffen door een bomaanslag, waarbij een deel van een leeuw beschadigd raakte.
Op 20 juni 1984 werd het monument beklad en werd de plaquette met de beeltenis van Van Heutsz gestolen om te protesteren tegen het gevangenzetten van totaalweigeraars. In september datzelfde jaar werden door actiegroep Koeto Reh staven dynamiet geplaatst bij het monument met de bedoeling dit op te blazen. De actiegroep was genoemd naar de kampong Kuta Rih in Atjeh, die tachtig jaar eerder was uitgemoord, en de actie was een protest tegen een handelsmissie van burgemeester Ed van Thijn aan Indonesië. Een twaalfjarige jongen die toevallig in het water speelde raakte gewond doordat een staaf ontplofte toen hij een draad aanraakte.
Zeven jaar later verwijderden onbekenden de letters die de naam Van Heutsz vormden. Noch de plaquette, noch de letters zijn ooit teruggevonden. Op 21 februari 1998 onthulde Roel van Duijn een blanco plaquette aan het monument.

## Wijziging van naam en functie
Het Comité Herdenking Gevallenen in Nederlands-Indië uit Amstelveen diende op 1 juli 1998 bij het stadsdeel Amsterdam Oud-Zuid het verzoek in het monument een andere naam en functie te geven. Het dagelijks bestuur van het stadsdeel besloot begin 1999 tot overleg met diverse groeperingen om af te tasten of er voor zo'n wijziging draagvlak bestond, en gaf vervolgens aan Instituut Clingendael opdracht voor verder onderzoek en rapportage. Dit werd in de periode maart-mei 2000 uitgevoerd door onderzoeker Rob Aspeslagh van Clingendael. In juni van dat jaar stelde hij voor om de naam van Van Heutsz niet meer op het monument te zetten. In plaats daarvan bepleitte hij de tekst 1596 Nederland Indië 1949.
Het stadsdeel installeerde op 18 maart 2003 een Advies- en begeleidingscommissie Monument Indië-Nederland. Na een inspraakronde besloot de stadsdeelraad op 31 januari 2004 de naam van het monument te wijzigen in Monument Indië-Nederland en de functie te wijzigen van een ereteken voor Van Heutsz tot een gedenkteken dat herinnert aan de relatie tussen Nederland en Indië gedurende de koloniale periode. Projectleider Gert van der Linde meende dat Van Hall dit altijd al met het monument had willen uitdrukken.
Achteraf werd de vraag gesteld hoe het mogelijk was dat een overtuigd communist en latere verzetsstrijder als Van Hall (een neef van de latere burgemeester van de gemeente Amsterdam Gijs van Hall) meewerkte aan een monument ter herinnering aan iemand, die politiek en militair zo anders dacht. Van Hall scheen wel te hebben ingezien dat het om een indertijd controversieel monument ging. Hij zou tegen zijn collega Jan Meefout hebben gezegd dat het portret van Van Heutsz makkelijk kon worden verwijderd: "Vervang het door de letters "Vrijheid, Merdeka of Indonesië en je hebt een Vrijheidsbeeld."
Vanaf het najaar van 2004 tot eind 2007 werd het monument gerestaureerd en aangepast. De kunsttoepassing van Jan Kleingeld, die de naamswijziging van het monument in woord en beeld toelicht, werd geplaatst in november 2007. 
Op 5 mei 2012 organiseerden Framer Framed en het Amsterdams 4 en 5 mei comité een nieuwe onthulling om over de toekomst van dit monument na te denken. Centraal stond de vraag hoe invulling te geven aan een dekolonisatie van de openbare ruimte, zonder de geschiedenis aan het zicht te onttrekken.